# Исцеление верой
Исцеление верой (а также исцеление молитвой, божественное исцеление) — доктрина, утверждающая возможность сверхъестественного физического исцеления от болезни или врождённого (приобретённого) дефекта тела. В разных формах принимается большинством христианских конфессий. Для получения исцеления верой необходима молитва, вера в возможность чуда, реже — проведение некоторых обрядов. Научным сообществом исцеление верой расценивается как псевдонаука.
В ряде случаев исцеление молитвой сопровождается отказом от медицинского лечения. Специалистами отмечаются негативные последствия для здоровья в случаях подобного отказа от лечения.

## Исцеления в Библии
В Библии Бог называет Себя Врачом, исцеляющим от болезни (Исх. 15:26). Исцеление совершается силой, принадлежащей Богу (Быт. 20:17, 18) или Иисусу Христу (Мф. 4:24); эта сила также была дана апостолам (Мф. 10:1) и рядовым верующим (1Кор. 12:9). Подобные исцеления происходили по вере (Деян. 3:1—10, Деян. 14:8—10), через молитву и возложение рук (Деян. 28:7,8). В отдельных случаях исцеляла тень апостола Петра (Деян. 5:15) или одежды апостола Павла (Деян. 19:12).
При этом Библия не запрещает использование медицинской помощи. Соломон называет врачевство благотворным (Прит. 17:22). Иисус приводит в пример доброго самарянина, воспользовавшегося услугами врача. Апостол Павел рекомендует Тимофею использовать немного вина «ради желудка и частых недугов» (1Тим. 5:23). Евангелист Лука был врачом.

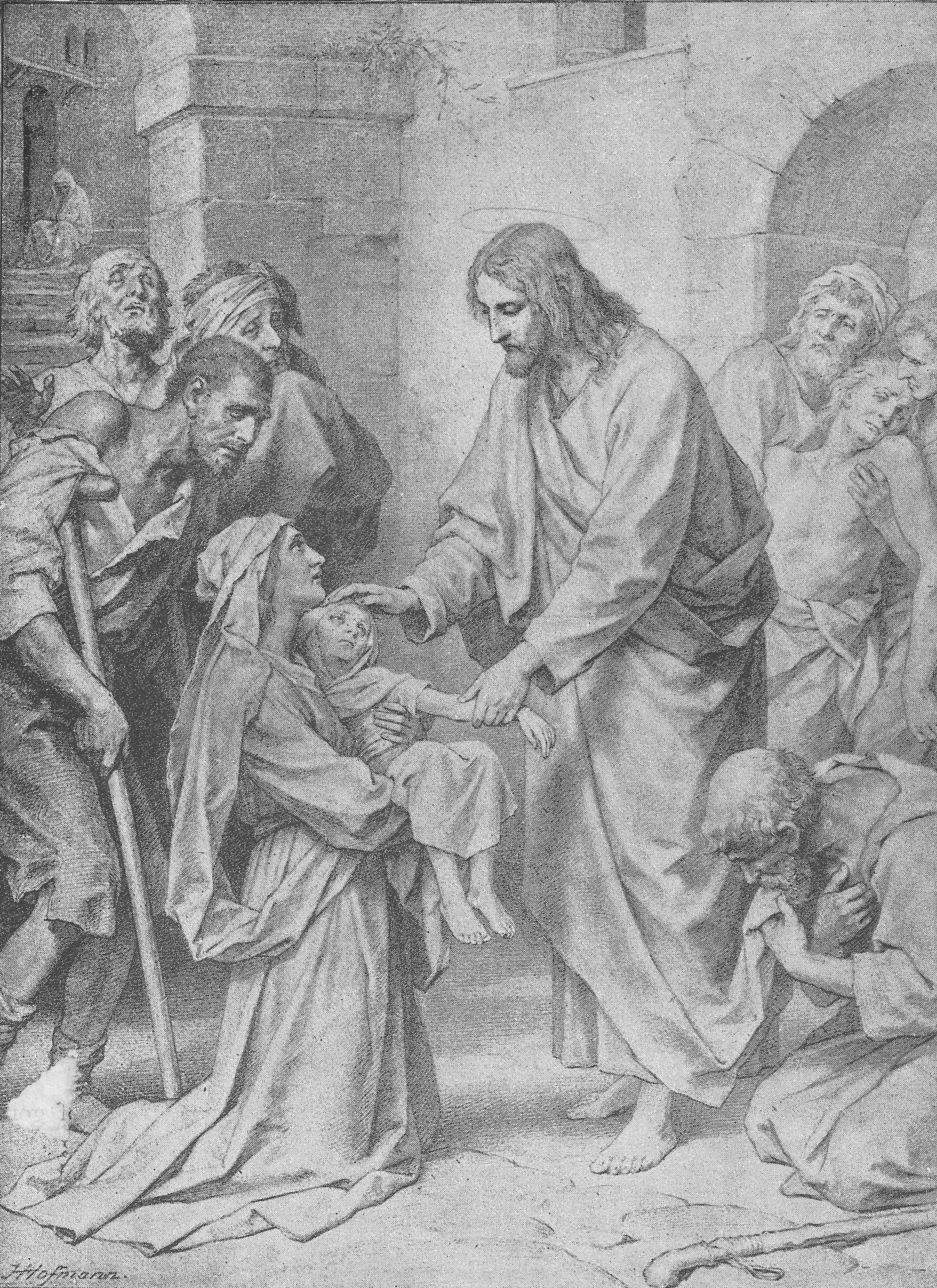
«Великий Врач за работой», F. Hofmann, 1890

### Примеры исцеления в Библии
- Исцеление военачальника Неемана (4Цар. 5)
- исцеление царя Езекии (4Цар. 20:1—11)
- Исцеление Иисусом слуги сотника (Лук. 7:2—10)
- Исцеление Иисусом 10 прокажённых (Лук. 17:11—19)
- Петр и Иоанн исцеляют хромого (Деян. 3:1—10, Деян. 4:22)
- Исцеление Петром Энея (Деян. 9:32—35)
- Исцеление Павла (Деян. 9:17—18)
- Исцеление Павлом хромого (Деян. 14:8—10)
- Исцеление Павлом больного отца Публия (Деян. 28:8)

## Исцеление в православии
В православии главным способом исцеления считается елеосвящение. Широкое распространение получили врачевальные молитвы. При этом, существуют молитвы предназначенные для чтения в конкретных случаях — при болезни головы, глаз, сердца, зубов, при укусе змеи или бешеной собаки, от бессонницы и т. д. Однако церковь предупреждает, что часть подобных молитв, сохранившихся в рукописях, являются по сути магическими заговорами или заклинаниями и осуждает их использование.
Способностью исцелять больных по учению православной церкви обладает также святая вода, мощи и чудотворные иконы.
В Патериках и житиях святых содержится множество историй о чудесных исцелениях, которые совершали святые.

## Исцеление в католицизме
Католическая церковь верит в то, что Христос пришёл на землю исцелить всего человека — и душу и тело. Среди таинств, признаваемых церковью, одно предназначено для больных людей — елеосвящение. Долгое время таинство использовалось преимущественно над умирающими, однако после Второго Ватиканского собора церковь вернулась к пониманию елеосвящения, как таинства исцеления.
Помимо елеосвящения, католики признают, что Дух Святой даёт некоторым людям особый целительный дар. Исцеления также можно получить в особых «исцеляющих» местах. Ежегодно десятки тысяч верующих католиков за исцелением приезжают в Лурд. Другими знаменитыми центрами паломничества являются Фатима, Кевелар и Меджугорье.

## Исцеление в протестантизме
C III века вера в божественное исцеление по молитве постепенно подменяется верой к исцеляющим мощам. Реформация вновь возродила исцеление верой, без использования мощей или обрядов. В исцеление молитвой верили вальденсы и моравские братья. Исцеление верой одобрял Мартин Лютер и другие реформаторы XVI века. В XVII веке исцеление проповедовали баптисты, квакеры и различные пуританские течения. В следующем веке исцелениями больных нередко сопровождалось служение Джона Уэсли, основателя методизма. Исцеления сопровождали и служение немецкие пиетистов; последние привлекли в свои ряды немецкого врача Георга Эрнста Шталя. Баптистский пастор Чарльз Сперджен (1834—1892) весьма заинтересовался учением об исцелении во время эпидемии холеры. Сперджену приписывают многочисленные случаи чудесных исцелений.

### Исцеление верой в пятидесятничестве

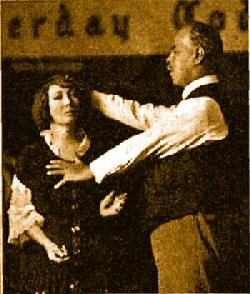
Смит Вигглсворт (1859—1947) молится за больную женщину

Исцеление верой является одной из главных теологических доктрин пятидесятников. Пятидесятники считают, что Иисус своей голгофской жертвой победил не только грех, но и его последствия — болезни. Ценой своей смерти Христос обеспечил искупление всего человека — его духа, души и тела; т. о. исцеление является составной частью спасения. Целительная сила Христа передаётся верующим через крещение Святым Духом и остаётся такой же доступной, как и в апостольские времена.
По мнению пятидесятников, исцеление верой является самым простым из даров Святого Духа.
Главным условием исцеления является вера. Иногда, во время «служения исцеления» проводится молитва с возложением рук и помазание маслом. Подобные практики не являются необходимым условием исцеления, однако проводятся как «поощрение к вере».
Рассказы о многочисленных исцелениях регистрируются с самого начала пятидесятнического движения — с пробуждения на Азуза-стрит. Случаи исцеления приписывают многим евангелистам раннего пятидесятничества — Смиту Вигглсворту, Уильяму Брэнхему, Оралу Робертсу, Эми Семпл Макферсон, Кэтрин Кульман и др. Основатель крупнейшего христианского прихода в мире Дэвид Ёнги Чо перешёл в христианство после исцеления от туберкулёза. О чудесных исцелениях, имевших место во время миссионерских крусейдов, неоднократно сообщает евангелист Рейнхард Боннке.

#### Движение исцеления
Начавшееся в 1946 году «движение исцеления» стало ключевым поворотным моментом в истории эволюции и распространения пятидесятнического движения. Основным посланием этого движения стала проповедь об исцелении верой, которая осуществлялась, порой, даже в крупнейших залах, аренах и палатках того времени (например, одним из главных лиц движения исцеления был Джек Коу, который проповедовал и молился за своих последователей в своей самой крупной переносной палатке в США вместимостью 22 000 человек).
Время спустя, стало очевидно, что движение исцеления породило не только крупнейшее миссионерское движение внутри пятидесятничества (которое, определенно возглавил Т. Л. Осборн), но так же и привело к зарождению следующего «пробуждения» — харизматического движения